# Jezioro meandrowe

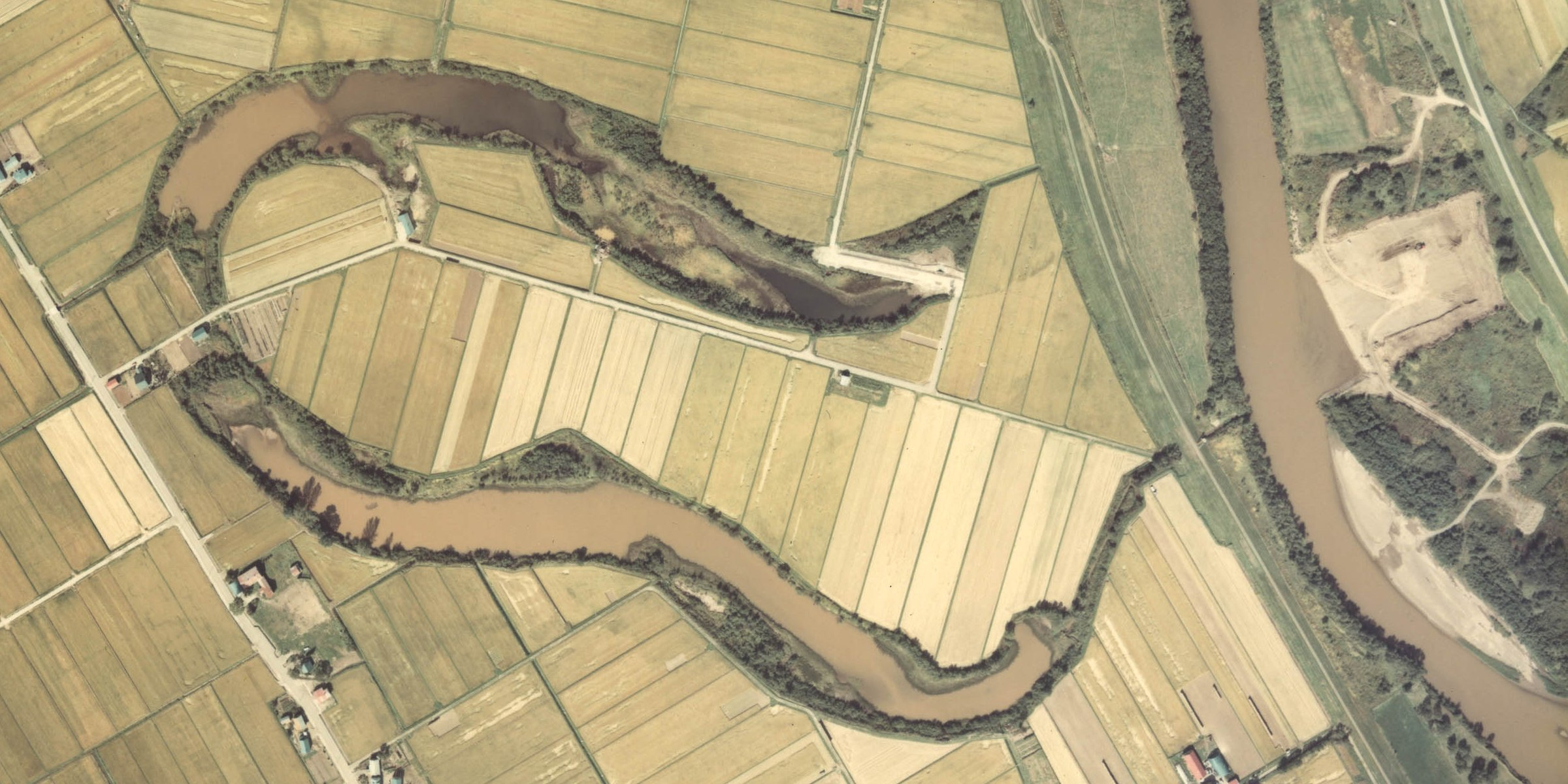
Jezioro meandrowe w Japonii. Po prawej widoczne jest aktualne koryto rzeki

Jezioro meandrowe – rodzaj jeziora, powstającego między wałami brzegowymi aktywnego i opuszczonego (starorzecze) koryta rzeki meandrującej. 